# Duncan Watmore
Duncan Watmore (Manchester, 8 maart 1994) is een Engels voetballer die bij voorkeur als vleugelspeler speelt. Hij tekende in 2013 bij Sunderland.

## Clubcarrière
Watmore speelde in de jeugd van Manchester United, waar hij speelde tot en met zijn twaalfde. Op zijn zestiende trok Watmore naar Altrincham, waar hij vijftien doelpunten maakte in vijftig competitieduels. In mei 2013 tekende de vleugelspeler bij Sunderland. In januari 2014 debuteerde hij voor The Black Cats in de FA Cup tegen Carlisle United. Per 31 januari 2014 werd hij voor zes maanden uitgeleend aan het Schotse Hibernian. Op 15 augustus 2015 debuteerde Watmore in de Premier League tegen Norwich City. Hij viel na 70 minuten in voor Steven Fletcher bij een 0–3 achterstand en maakte twee minuten voor affluiten het enige doelpunt voor Sunderland.

## Interlandcarrière
Watmore maakte twee treffers in vijf interlands voor Engeland –20. In 2015 debuteerde hij voor Engeland –21.